# Li Keqiang
Li Keqiang  (Standaardmandarijn: 李克强; Hefei, 1 juli 1955 – Shanghai, 27 oktober 2023) was een Chinees politicus. Van 15 maart 2013 tot 11 maart 2023 was hij premier van de Volksrepubliek China.

## Studieloopbaan
Li werd geboren als zoon van een gemeentelijke ambtenaar van Hefei.
Li behaalde het diploma voor de middelbare school in Hefei in 1974, tijdens de Culturele Revolutie, en werd naar het platteland gestuurd in Fengyang in dezelfde provincie om daar op het land te werken. Daar werd hij uiteindelijk lid van de Communistische Partij van China en werd partijhoofd van het lokale productieteam. Hij ontving er een prijs voor het bestuderen van het maoïsme.
Li weigerde zijn vaders aanbod om hem klaar te stomen voor het lokale leiderschap van de partij en ging rechten studeren aan de Universiteit van Peking, waar hij zijn LLB behaalde. Daarnaast werd hij er president van de studentenraad van de universiteit. Hij behaalde een doctoraat voor economie in 1995, met de prominente econoom Li Yining (overigens geen familie) als doctorale adviseur. Zijn proefschrift werd bekroond met de Sun-Yefangprijs, China's hoogste prijs in de economie.

## Politieke carrière

### Vicepremier en premier
Li was van 2008 tot 2013 vicepremier van de Volksrepubliek China onder leiding van president Hu Jintao.
Op 15 maart 2013 werd Li Keqiang door het Nationaal Volkscongres verkozen als premier. Op hetzelfde congres werd Xi Jinping tot president gekozen. Li verving op dat moment premier Wen Jiabao, die na het uitzitten van twee termijnen met pensioen was gegaan. Van de bijna 3000 leden die stemden op het congres waren er 2940 stemmen voor Li, slechts drie tegen en zes onthoudingen. Hij werd gekozen voor een termijn van vijf jaar en in 2018 herkozen. Zijn loopbaan eindigde in 2022, toen hij niet herkozen werd in het Permanent Comité van de Communistische Partij. In maart 2023 werd hij als premier opgevolgd door Li Qiang.

### Buitenlands beleid

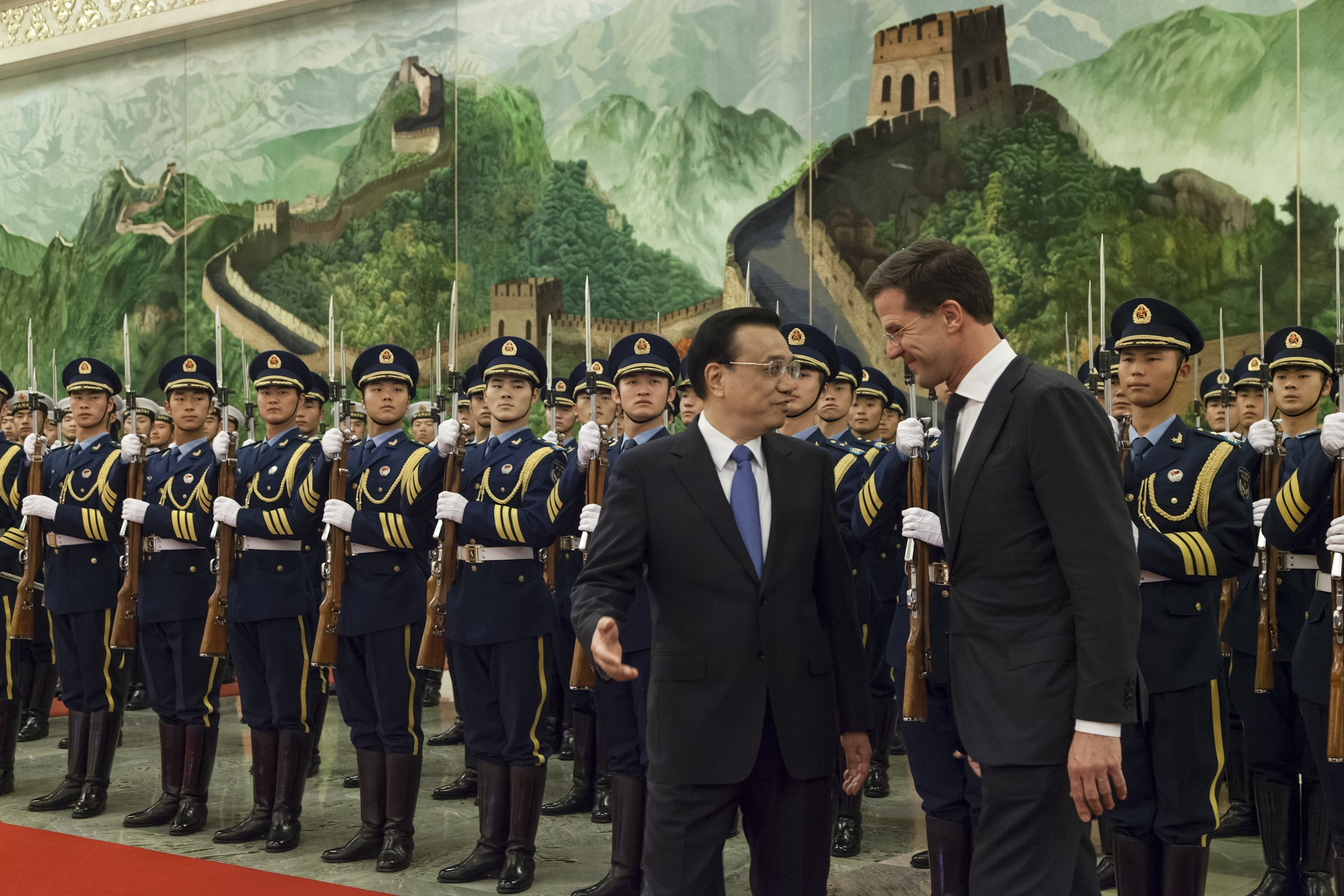
Li Keqiang ontvangt de Nederlandse minister-president Mark Rutte in de Grote Hal van het Volk (2013).

Li Keqiang bracht zijn eerste staatsbezoek aan buurland India op 18 mei 2013 vanwege een poging om de geschillen van de grenzen op te lossen en de economische betrekkingen te bevorderen. Zo zei hij dat de keuze van India voor zijn eerste staatsbezoek benadrukt welk belang China hecht aan zijn politieke betrekkingen met India. Tijdens het bezoek van premier Narendra Modi aan China in het jaar 2015 namen beide premiers een selfie.
Tijdens zijn bezoek aan Pakistan ontmoette Li leiders van dat land en stelde hij: "Als beste vriend en broeder van Pakistan, willen we zo veel hulp bieden als we aan de Pakistaanse kant kunnen bieden". Li bezocht ook Zwitserland en Duitsland in verband met zijn eerste reis naar de Europese Unie en ontmoette de regeringsleiders van beide landen.
Kejang overleed op 27 oktober 2023 op 68-jarige leeftijd na een hartaanval.

## Bron
- Dit artikel of een eerdere versie ervan is een (gedeeltelijke) vertaling van het artikel Li Keqiang op de Engelstalige Wikipedia, dat onder de licentie Creative Commons Naamsvermelding/Gelijk delen valt. Zie de bewerkingsgeschiedenis aldaar.

- Gemeinsame Normdatei: 1027326110
- International Standard Name Identifier: 0000 0000 4758 9984
- Library of Congress Control Number: no2008027457
- Nationale Bibliotheek van Israël: 987007586438305171
- Nationale Bibliotheek van Polen: a0000003060628
- Nederlandse Thesaurus van Auteursnamen: 376462272
- Virtual International Authority File: 76117719
- WorldCat: E39PBJdmf7QxPTMGMPqBbh67pP